# Giovanni Bastianini

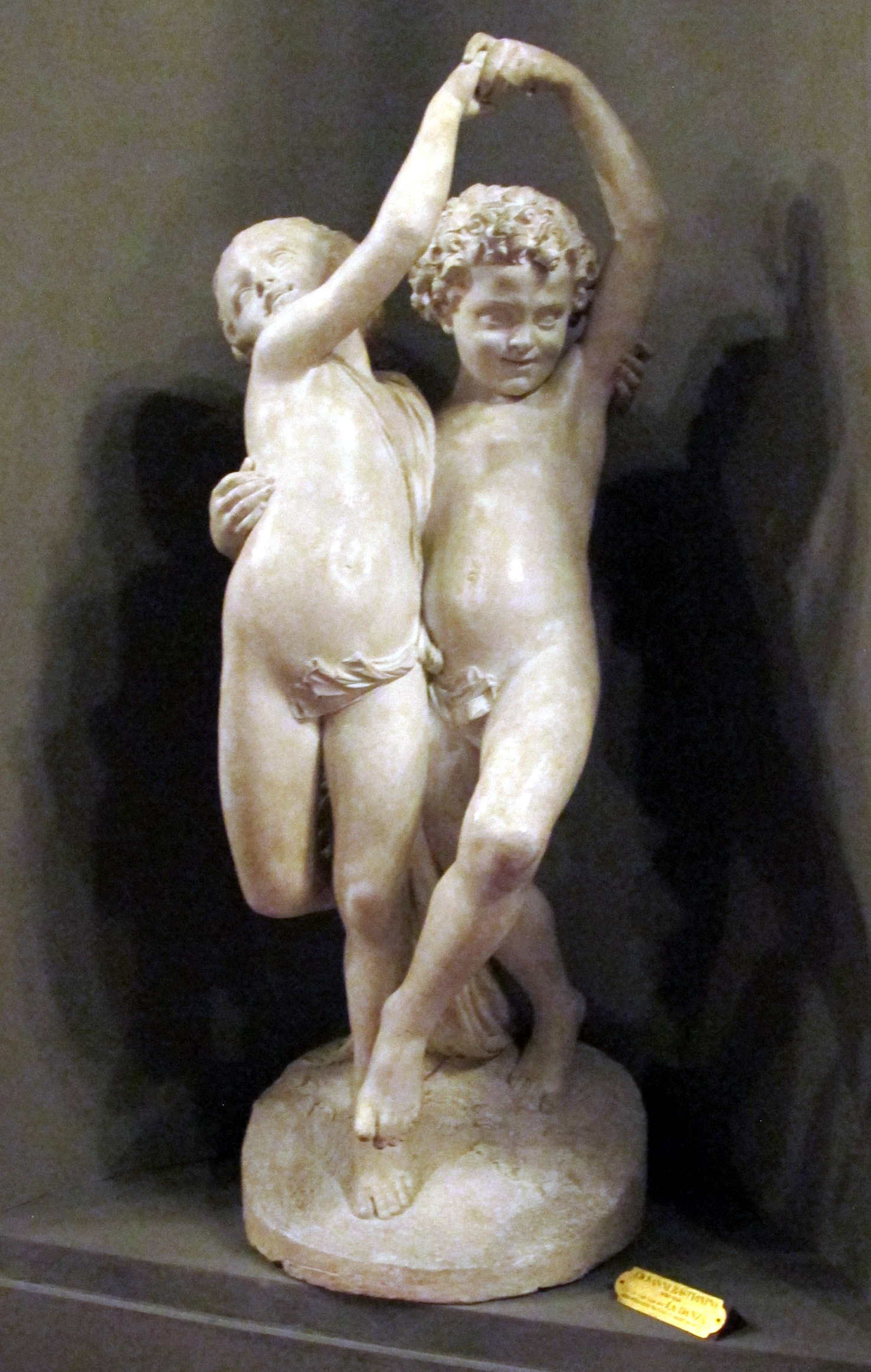
Rzeźba Bastianiniego La danza

Giovanni Bastianini (ur. 17 września 1830, zm. 29 czerwca 1868 we Florencji) – włoski rzeźbiarz, fałszerz, bohater głośnego skandalu.
Bastianini wykonywał rzeźby nawiązujące stylistycznie do sztuki renesansu. Od 1848 roku pracował na zlecenie florenckiego antykwariusza Antonio Freppy, który zlecał mu rzeźbienie dzieł imitujących dokonania dawnych mistrzów. Z czasem zaczął je sprzedawać bez wiedzy twórcy jako dzieła nieznanych artystów renesansowych.
W 1864 roku Freppa zamówił o Bastianiniego popiersie przedstawiające renesansowego florenckiego poetę Girolamo Benivieniego (1453-1542), płacąc mu za nie 350 franków. Za modela posłużył artyście robotnik z fabryki tytoniu. Następnie Freppa sprzedał rzeźbę za 700 franków, nie ujawniając jej twórcy, francuskiemu kolekcjonerowi M. de Novalisowi. Dzieło szybko zdobyło sobie rozgłos jako wybitny przykład sztuki quattrocenta, a jego autorstwo przypisywano takim twórcom jako Verrocchio, Desiderio da Settignano czy Mino da Fiesole. Dwa lata później popiersie zakupiło za rekordową ówcześnie sumę 14 tysięcy franków muzeum w Luwrze.
15 grudnia 1867 roku na łamach francuskiego czasopisma Chronique des Arts ukazał się artykuł autorstwa Freppy, w którym ujawniał on rzeczywistą atrybucję dzieła. Publikacja wywołała burzę w ówczesnym środowisku krytyków sztuki, zaś sama dyrekcja Luwru uznała doniesienia Freppy za nieprawdziwie i przez długi czas broniła autentyczności popiersia. Sam Bastianini, chcąc udowodnić, iż to on jest prawdziwym autorem rzeźby Benivieniego, zaproponował wykonanie identycznego popiersia oraz dodatkowo 12 posągów rzymskich cesarzy. Do jego śmierci Luwr nie odpowiedział jednak na tę propozycję.